# Bishnupur (Distrikt)
Der Distrikt Bishnupur ist ein Distrikt im indischen Bundesstaat Manipur. Verwaltungssitz ist die namensgebende Stadt Bishnupur.

## Geografie

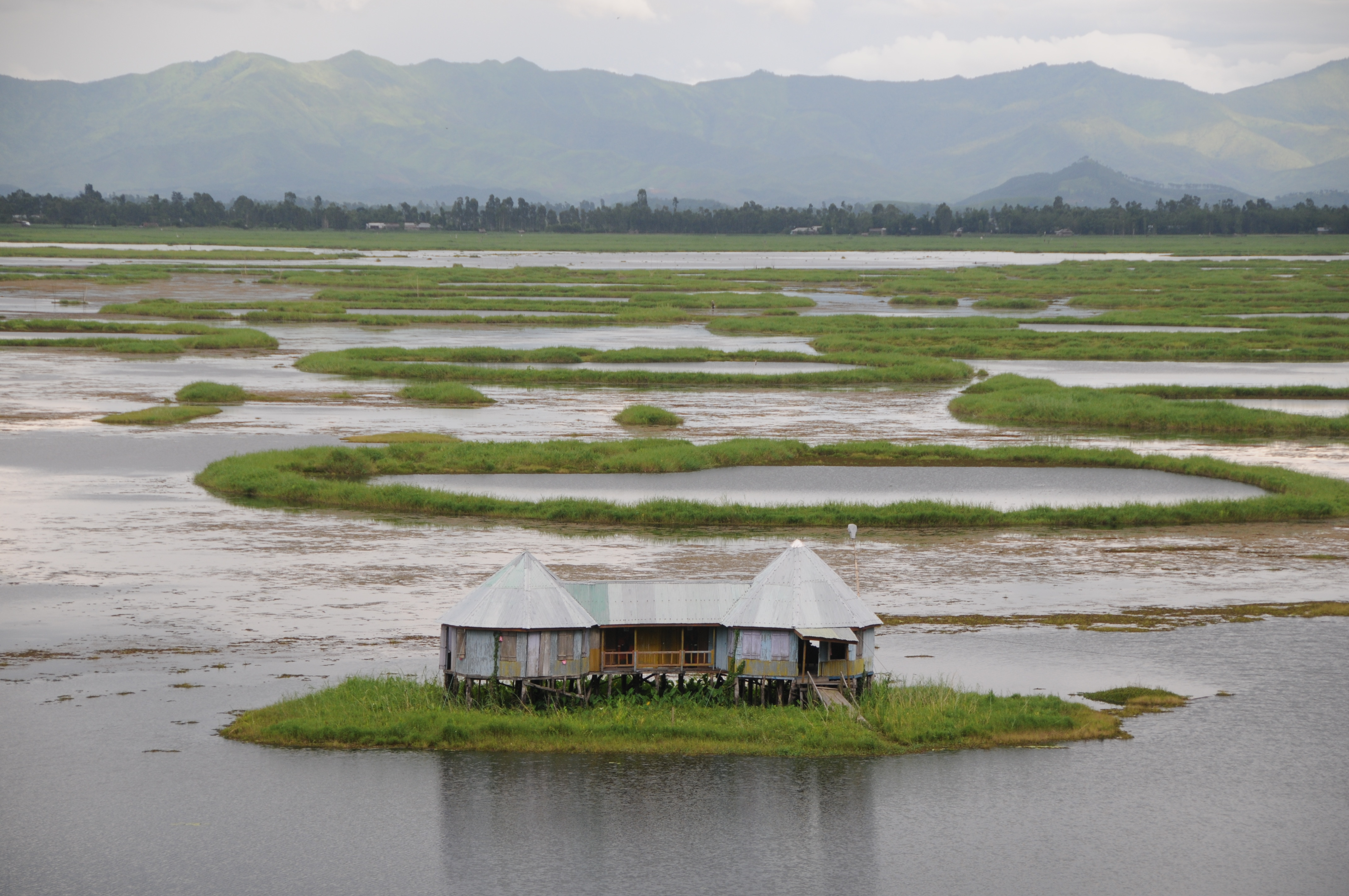
Ein Haus im Loktak-See in der Sub-Division Moirang

Der Distrikt Bishnupur liegt in der Mitte Manipurs. Nachbardistrikte sind Imphal West im Norden und Osten, Thoubal im Osten, Churachandpur im Süden und Westen sowie Senapati im Nordwesten. Der Distrikt Bishnupur ist in die drei Sub-Divisionen Bishnupur, Moirang und Nambol unterteilt.
Die Fläche des Distrikts Bishnupur beträgt 496 Quadratkilometer. Der Distrikt liegt im Manipur-Tal (auch Imphal-Tal). Dieses wird von einigen Hügeln im Norden des Distrikts begrenzt (Ishok 947 m, Maibam Lokpaching 892 m und Laithouching 838 m). Ein bedeutender Teil des Distrikts ist vom Loktak-See bedeckt.
Das Naturschutzgebiet Keibul Lamjao National Park ist reich an einer seltenen Flora. Im Schutzgebiet leben außerdem viele seltene Tiere (Hirsche, Otter und Vogelarten).

## Geschichte
Im Mittelalter war der Distrikt Teil eines Meitei-Königreich. Im späten 19. Jahrhundert eroberten die Briten das Gebiet und das Gebiet wurde Teil von Manipur innerhalb Bengalens. Im Zweiten Weltkrieg lag er nahe der Front zwischen Briten und Japanern. Nach der indischen Unabhängigkeit vollzog Manipur 1949 den Anschluss an Indien. Bis 1983 gehörte der heutige Distrikt zum Distrikt Manipur Central. Seither ist er in den heutigen Grenzen ein unabhängiger Distrikt.

## Bevölkerung
Nach der Volkszählung 2011 hat der Distrikt Bishnupur 237.399 Einwohner. Bei 479 Einwohnern pro Quadratkilometer ist der Distrikt dicht besiedelt. Der Distrikt ist deutlich ländlich geprägt. Doch wächst der Urbanisierungsgrad.
Der Distrikt Bishnupur gehört zu den Gebieten Manipurs, die vom Volk der Meitei besiedelt werden. Nach der Volkszählung 2011 machen Angehörige der „Stammesbevölkerung“ (scheduled tribes) nur 3287 Personen (1,38 Prozent der Distriktsbevölkerung) aus. Die mit Abstand größte Gruppe stellen die Kom. Weitere bedeutende Gruppen sind die Kabui und Thadou. Zu den Dalit (scheduled castes) gehörten 2011 22.113 Menschen (9,31 Prozent der Distriktsbevölkerung).

### Bevölkerungsentwicklung
Wie überall in Indien wächst die Einwohnerzahl im Distrikt Bishnupur seit Jahrzehnten stark an. Die Zunahme betrug in den Jahren 2001–2011 rund 14 Prozent (13,93 %). In diesen zehn Jahren nahm die Bevölkerung um beinahe 30.000 Menschen zu. Die genauen Zahlen verdeutlicht folgende Tabelle:

### Bedeutende Orte
Einwohnerstärkste Ortschaft des Distrikts ist Moirang mit fast 20.000 Bewohnern. Weitere bedeutende Orte mit mehr als 10.000 Einwohnern sind und der Hauptort Bishnupur. Die städtische Bevölkerung macht 36,86 Prozent der gesamten Bevölkerung aus.

### Bevölkerung des Distrikts nach Geschlecht
Wie in vielen Teilen Indiens hat der Anteil der weiblichen Bevölkerung in den letzten Jahrzehnten prozentual zeitweise abgenommen. Dennoch sind die Schwankungen innerhalb der Geschlechter für indische Verhältnisse innerhalb eines kleinen Bereichs (Frauenanteil zwischen 49,51 und 50,48 % seit der Unabhängigkeit).
| Verteilung der Bevölkerung nach Geschlecht im Distrikt Bishnupur |                   |                   |                   |                   |                   |                   |                   |                   |                   |                   |                   |                   |                   |                   |
|                                                                  | Volkszählung 1951 | Volkszählung 1951 | Volkszählung 1961 | Volkszählung 1961 | Volkszählung 1971 | Volkszählung 1971 | Volkszählung 1981 | Volkszählung 1981 | Volkszählung 1991 | Volkszählung 1991 | Volkszählung 2001 | Volkszählung 2001 | Volkszählung 2011 | Volkszählung 2011 |
| Anzahl                                                           | Anteil            | Anzahl            | Anteil            | Anzahl            | Anteil            | Anzahl            | Anteil            | Anzahl            | Anteil            | Anzahl            | Anteil            | Anzahl            | Anteil            |                   |
| GESAMT                                                           | 57.340            | 100 %             | 79.005            | 100 %             | 108.785           | 100 %             | 141.760           | 100 %             | 180.773           | 100 %             | 208.368           | 100 %             | 237.399           | 100 %             |
| Männer                                                           | 28.394            | 49,52 %           | 39.297            | 49,74 %           | 54.922            | 50,49 %           | 71.156            | 50,19 %           | 91.125            | 50,41 %           | 104.550           | 50,18 %           | 118.782           | 50,03 %           |
| Frauen                                                           | 28.946            | 50,48 %           | 39.708            | 50,26 %           | 53.863            | 49,51 %           | 70.604            | 49,81 %           | 89.648            | 49,59 %           | 103.818           | 49,82 %           | 118.617           | 49,97 %           |

### Bevölkerung des Distrikts nach Sprachen
Die Mehrheit der Bevölkerung des Distrikts Bishnupur spricht Meitei, eine als regionale Amtssprache (scheduled language) anerkannte tibeto-birmanische Sprache. Nur rund 1 Prozent sprechen als Muttersprache keine tibeto-birmanische Sprache (Hindi, Bengali, Nepali etc.). Diese Personen sind fast gänzlich Zugewanderte aus anderen Regionen des Indischen Subkontinents.
| Jahr                                   | Meitei  | Meitei  | Kabui | Kabui  | Kom  | Kom    | Hindi | Hindi  | Bengali | Bengali | Hmar | Hmar   | Kuki | Kuki   | Gesamt  | Gesamt   |
| Jahr                                   | Zahl    | %       | Zahl  | %      | Zahl | %      | Zahl  | %      | Zahl    | %       | Zahl | %      | Zahl | %      | Zahl    | %        |
| -------------------------------------- | ------- | ------- | ----- | ------ | ---- | ------ | ----- | ------ | ------- | ------- | ---- | ------ | ---- | ------ | ------- | -------- |
| 2001                                   | 197.190 | 94,64 % | 2319  | 1,11 % | 1169 | 0,56 % | 892   | 0,43 % | 768     | 0,37 %  | 565  | 0,27 % | 505  | 0,24 % | 208.368 | 100,00 % |
| Quelle: Ergebnis der Volkszählung 2001 |         |         |       |        |      |        |       |        |         |         |      |        |      |        |         |          |

### Bevölkerung des Distrikts nach Bekenntnissen
Die Bewohner bekennen sich mehrheitlich zum Hinduismus. Bedeutende religiöse Minderheiten sind die Anhänger traditioneller Religionen mit rund 16 Prozent und die Muslime mit rund 8 Prozent der Einwohnerschaft. Eine kleine Minderheit bilden die rund 4.300 Christen. Die genaue religiöse Zusammensetzung der Bevölkerung zeigt folgende Tabelle:
| Jahr                                   | Buddhisten | Buddhisten | Christen | Christen | Hindus  | Hindus  | Jainas | Jainas | Muslime | Muslime | Sikhs | Sikhs  | Andere | Andere  | keine Angaben | keine Angaben | Gesamt  | Gesamt   |
| Jahr                                   | Zahl       | %          | Zahl     | %        | Zahl    | %       | Zahl   | %      | Zahl    | %       | Zahl  | %      | Zahl   | %       | Zahl          | %             | Zahl    | %        |
| -------------------------------------- | ---------- | ---------- | -------- | -------- | ------- | ------- | ------ | ------ | ------- | ------- | ----- | ------ | ------ | ------- | ------------- | ------------- | ------- | -------- |
| 2011                                   | 76         | 0,03 %     | 4264     | 1,80 %   | 175.102 | 73,76 % | 16     | 0,01 % | 18.691  | 7,87 %  | 56    | 0,02 % | 38.457 | 16,20 % | 737           | 0,31 %        | 237.399 | 100,00 % |
| Quelle: Ergebnis der Volkszählung 2011 |            |            |          |          |         |         |        |        |         |         |       |        |        |         |               |               |         |          |

### Verteilung Stadt und Landbevölkerung
Bishnupur gehört zu den eher ländlich geprägten Distrikten innerhalb des Bundesstaates. Die Verteilung:
| Stadt- und Landbevölkerung im Distrikt Bishnupur                                              |                   |                   |                   |                   |                   |                   |                   |                   |                   |                   |
|                                                                                               | Volkszählung 1971 | Volkszählung 1971 | Volkszählung 1981 | Volkszählung 1981 | Volkszählung 1991 | Volkszählung 1991 | Volkszählung 2001 | Volkszählung 2001 | Volkszählung 2011 | Volkszählung 2011 |
| Anzahl                                                                                        | Anteil            | Anzahl            | Anteil            | Anzahl            | Anteil            | Anzahl            | Anteil            | Anzahl            | Anteil            |                   |
| GESAMT                                                                                        | 108.306           | 100 %             | 141.150           | 100 %             | 180.773           | 100 %             | 208.368           | 100 %             | 237.399           | 100 %             |
| STADT                                                                                         | 15.108            | 13,95 %           | 46.886            | 33,22 %           | 63.170            | 34,94 %           | 74.741            | 35,87 %           | 87.505            | 36,88 %           |
| LAND                                                                                          | 93.198            | 86,05 %           | 94.264            | 66,78 %           | 117.603           | 65,06 %           | 133.627           | 64,13 %           | 149.894           | 63,14 %           |
| Quellen: Government of Manipur, Population of Manipur 2006 und Ergebnis der Volkszählung 2011 |                   |                   |                   |                   |                   |                   |                   |                   |                   |                   |

## Bildung
Trotz bedeutender Anstrengungen ist das Ziel der vollständigen Alphabetisierung noch nicht erreicht. Dazu kommen gewaltige Unterschiede. Während bei den Männern in den Städten fast 9 von 10 lesen und schreiben können, ist dies bei den Frauen auf dem Land nur bei rund von 5 von 8 Personen der Fall. Die Entwicklung zeigt folgende Tabelle:
| Alphabetisierung im Distrikt Bishnupur                                                       |                   |                   |                   |                   |                   |                   |
| Einheit                                                                                      | Volkszählung 1991 | Volkszählung 1991 | Volkszählung 2001 | Volkszählung 2001 | Volkszählung 2011 | Volkszählung 2011 |
| Einheit                                                                                      | Anzahl            | Anteil            | Anzahl            | Anteil            | Anzahl            | Anteil            |
| GESAMT                                                                                       | 82.063            | 54,94 %           | 119.823           | 67,63 %           | 156.333           | 75,85 %           |
| Männer                                                                                       | 51.525            | 68,59 %           | 70.507            | 79,61 %           | 87.313            | 85,11 %           |
| Frauen                                                                                       | 30.538            | 41,13 %           | 49.316            | 55,66 %           | 69.020            | 66,68 %           |
| STADT GESAMT                                                                                 | 32.536            | 62,08 %           | 47.535            | 74,31 %           | 60.775            | 79,64 %           |
| Stadt-Männer                                                                                 | 19.846            | 75,92 %           | 27.308            | 85,25 %           | 33.282            | 88,03 %           |
| Stadt-Frauen                                                                                 | 12.690            | 48,31 %           | 20.227            | 63,33 %           | 27.493            | 71,40 %           |
| LAND GESAMT                                                                                  | 49.527            | 51,08 %           | 72.288            | 63,86 %           | 95.558            | 73,63 %           |
| Land-Männer                                                                                  | 31.679            | 64,68 %           | 43.199            | 76,40 %           | 54.031            | 83,40 %           |
| Land-Frauen                                                                                  | 17.848            | 37,19 %           | 29.089            | 51,33 %           | 41.527            | 63,89 %           |
| Quelle: Government of Manipur, Population of Manipur 2006 und Ergebnis der Volkszählung 2011 |                   |                   |                   |                   |                   |                   |

## Verwaltung
Der Distrikt ist in drei Sub-Divisions aufgeteilt. Die Bevölkerung dieser drei Sub-Divisions betrug 2011:
| Bevölkerung in den Sub-Divisions |           |           |         |         |        |         |
|                                  | Bishnupur | Bishnupur | Moirang | Moirang | Nambol | Nambol  |
| Anzahl                           | Anteil    | Anzahl    | Anteil  | Anzahl  | Anteil |         |
| GESAMT                           | 62.778    | 100 %     | 112.739 | 100 %   | 61.882 | 100 %   |
| STADT                            | 25.245    | 40,21 %   | 38.018  | 33,72 % | 24.242 | 39,17 % |
| LAND                             | 37.533    | 59,79 %   | 74.721  | 66,28 % | 37.640 | 60,83 % |